# Egoi Martínez
Egoi Martínez de Esteban (* 15. Mai 1978 in Etxarri Aranatz, Baskenland) ist ein ehemaliger spanischer Radrennfahrer.

## Karriere
Nachdem Martinez 2001 die Vuelta Ciclista a León gewann und Zweiter bei der Vuelta a Navarra wurde, wurde er 2002 von dem baskischen UCI ProTeam Euskaltel-Euskadi unter Vertrag genommen, wo er bis zur Saison 2005 fuhr. In deinem ersten Jahr dort konnte er die Gesamtwertung der Tour de l’Avenir für sich entscheiden.
In den folgenden Jahren nahm Martinez neunmal an der Tour de France, achtmal an der Vuelta a España und einmal am Giro d’Italia. Seine besten Ergebnisse erzielte er bei der Spanienrundfahrt: 2006 gewann er als Mitglied des Discovery Channel Teams die bergige elfte Etappe, nachdem er aus einer Spitzengruppe um seinen ehemaligen Teamkollegen Íñigo Landaluze angegriffen hatte. Er gewann außerdem die Bergwertung und wurde Zwölfter in der Gesamtwertung. 2009 konnte er auf der neunten Etappe als ersten Fahrer in der Geschichte des Teams Euskaltel-Euskadi, zudem er seit dieser Saison wieder fuhr, das Goldene Trikot des Gesamtführenden zu übernehmen, indem er Teil einer zwölfköpfigen Spitzengruppe war, die einen Vorsprung von 6:42 Minuten herausfuhr. Er konnte die Gesamtführung vier Tage lang verteidigen und belegte in der Gesamtwertung den neunten Rang.
Im Übrigen gewann Martinez die Bergwertungen der Baskenland-Rundfahrt 2008, des Tirreno–Adriatico 2009 und dem Critérium du Dauphiné 2010. Bei der Tour de France 2008 musste er sich beim Kampf um das Gepunktete Trikot nur Franco Pellizotti geschlagen geben.
Nach Ende der Saison 2013 beendete er seine Karriere als Berufsradfahrer.

## Erfolge
2001
- Gesamtwertung Vuelta Ciclista a León

2003
- Gesamtwertung Tour de l’Avenir

2006
- eine Etappe und Bergwertung Vuelta a España

2008
- Bergwertung Baskenland-Rundfahrt

2009
- Bergwertung Tirreno–Adriatico

2010
- Bergwertung Critérium du Dauphiné

## Platzierungen bei den Grand Tours
| Grand Tour            | 2004 | 2005 | 2006 | 2007 | 2008 | 2009 | 2010 | 2011 | 2012 | 2013 |
| --------------------- | ---- | ---- | ---- | ---- | ---- | ---- | ---- | ---- | ---- | ---- |
| Giro d’ItaliaGiro     | –    | –    | –    | –    | –    | –    | –    | –    | –    | 22   |
| Tour de FranceTour    | 41   | 48   | 42   | 61   | 50   | 44   | 40   | 34   | 17   | –    |
| Vuelta a EspañaVuelta | –    | 45   | 12   | DNF  | 9    | 52   | DNF  | 55   | –    | 30   |